# CodeWarrior
CodeWarrior je v informatice integrované vývojové prostředí (IDE) pro operační systémy Macintosh, Microsoft Windows, Linux, Solaris a vestavěné systémy. Původně byl vyvíjen společností Metrowerks, která byla v roce 1999 odkoupena společností Motorola, a její dceřinou společností Freescale Semiconductor, která se v roce 2004 osamostatnila a nadále pokračuje ve vývoji nových verzí. Existují specializované verze určené pro Sony PlayStation 2, Nintendo GameCube, Nintendo DS, Palm OS, Symbian OS a dokonce existuje i verze pro BeOS. Soustředí se na nástroje pro jazyk C a C++, ale zahrnuje také Pascal, Object Pascal, Objective-C a Java kompilátory.

## Historie
Původní CodeWarrior byl vyvinut společností Metrowerks. První verze byla určena pro počítače Macintosh s procesorem Motorola 68000, přičemž hlavní část vývoje byla prováděna s původní skupinou THINK C standardu. Stejně jako THINK C, který byl znám pro svou rychlost kompilace, byl i CodeWarrior rychlejší než Macintosh Programmer's Workshop (MPW) od společnosti Apple. V srpnu 2005 byl stále rychlejší, než originální Applovské GCC založené na vývojových nástrojích Xcode.
CodeWarrior byl klíčovým faktorem úspěchu společnosti Apple při přechodu ze strojové architektury procesoru 68K na procesor PowerPC, protože poskytl kompletní a solidní překladač. Konkurenční MPW nástroje a Symantec C++ mu většinou nemohly konkurovat. Pro Metrowerks bylo snadné vytvářet vícekódové architektury ("fat binary"), které mohly být použity na procesorech 68K i PowerPC.
Poté, co byla v roce 1999 společnost Metrowerks koupena Motorolou, začala věnovat méně pozornosti překladačům pro stolní počítače a soustředila se na vestavěné systémy. Dne 29. července 2005 společnost oznámila, že s příchodem nová verze CodeWarrior Pro 10 dojde k přerušení dalšího vývoje CodeWarrioru pro systémy Mac. Přestože Metrowerks nikdy neudal přesné důvody, bylo souzeno, že hlavním důvodem byl pokles poptávky po CodeWarrioru poté, co Apple začal zdarma distribuovat vývojové nástroje s operačním systémem Mac OS X. Kromě toho Apple přešel na procesory Intel, pro které neměl Metrowerks odpovídající produkt. V roce 2005 Metrowerks prodal svoji technologii kompilátorů pro procesor Intel firmě Nokia.
Během svého rozkvětu byl CodeWarrior oblíben díky častému vydávání nových verzí, několika aktualizacím během roku, a znám díky masivní reklamní kampani. Jejich tzv. „geekware“ košile byly dokonce na módních stránkách novin New York Times.

## Původ názvu
Během 90 let Apple Computer zveřejňoval měsíční série vývojových CD-ROMů, které obsahovaly zdroje pro programování pro počítače Macintosh. Tyto CD byly v počátcích žertovně titulovány s použitím odkazů na různé filmy, ale upraveny s použitím kódování twist. Například "The Hexorcist" (The Exorcist), "Lord of the Files" (Lord of the Flies), "Gorillas in the Disc" (Gorillas in the Mist).
Právě jeden z nich, svazek 9, byl znám pod názvem "Code Warrior", odkazující na film Mad Max 2: The Road Warrior. Později Apple upustil od žertovných titulů a použil více formální název "Developer CD série". Avšak Metrowerks si vybral právě název CodeWarrior a začal ho používat pro názvy svých produktů.
CD obaly CodeWarrioru pokračovaly v tradici vývojářských CD od Applu a obsahovaly takové slogany, jako třeba "Blood, Sweat and Code" s nápadným písmem. Díky těmto sloganům CodeWarrior upoutal a odlišil se tak od konkurenčních produktů s konvenčními názvy, jakým byl například Symantec's THINK C.